# Mølen (île)
Mølen est une petite île de la commune de Asker , dans le comté d'Akershus en Norvège.

## Description
L'île de 0,22 km2 se trouve dans l'Oslofjord intérieur, au nord-est de Horten. Elle appartient, depuis 1933, à la société Oslofjordens Friluftsråd, important propriétaire foncier de zone récréative 

## Réserve naturelle
La réserve naturelle de Mølen a été créée en 1977  pour la préservation  des forêts de feuillus, des prés salés et des colonies d'oiseaux marins.
Une colonie de phoques communs vit sur Tofteholmen, Ranvikholmen et Mølen.